# Cryptospiza
Cryptospiza là một chi chim trong họ Estrildidae.